# 아마존호저
아마존호저(Coendou rufescens)는 아메리카호저과에 속하는 설치류의 일종이다. 아마존호저는 콜롬비아에서 주로 발견되며, 에콰도르에서도 일부 기록이 있다. 이전에는 아마존호저속(Echinoprocta)의 유일종으로 분류했지만, 유전학적 계통 분석을 통해 이제는 잡는꼬리호저속으로 분류하고 있다. 근연종은 안데스호저(Coendou quichua)이다.